# Eubrianax granicollis
Eubrianax granicollis is een keversoort uit de familie keikevers (Psephenidae). De wetenschappelijke naam van de soort werd in 1895 gepubliceerd door George Lewis.